# Tremulant EP
 (janvier 2022).
Albums de The Mars Volta
De-Loused in the Comatorium
Tremulant est un EP du groupe The Mars Volta sorti en 2002.

## Liste des titres
1. Cut That City
2. Concertina
3. Eunuch Provocateur